# Die schwedische Jungfrau
Die schwedische Jungfrau ist eine 1963/64 gedrehte, deutsche Liebeskomödie von Kurt Wilhelm mit Paul Hubschmid und Letitia Roman in den Hauptrollen.

## Handlung
Die junge Schwedin Siri kommt zum Studium nach München, wo ein alter Freund ihres Vaters als Professor für Verhaltensforschung lehrt. Siri verliebt sich augenblicklich in diesen Mann, den attraktiven Martin Wiegand. Mit allen Mitteln versucht sie, dem überzeugten Junggesellen näher zu kommen und schafft es schließlich sogar, dass sie bei ihm einziehen darf. Siri findet heraus, dass Martin seit Jahren mit der Stuttgarter Verlegerin Margret liiert ist und setzt nunmehr alles daran, diese Liaison zu hintertreiben und zu torpedieren.
Um den Professor eifersüchtig zu machen, schafft sie sich einen vermeintlichen Lover an. In diese Rolle schlüpft der noch sehr junge Philipp. Allmählich kann die blonde Schwedin tatsächlich erreichen, dass sich der Professor heftig in sie verliebt. Doch er will sich nichts anmerken lassen, spielt den coolen, abgeklärten Mann von Welt und macht gute Miene zu Siris Spielchen. Siri glaubt ihrerseits allmählich, dass Martin tatsächlich kein Interesse an ihr hat und greift zu einer Hinterlist: sie behauptet, schwanger zu sein … und zwar von ihm. Doch das ist natürlich nur eine weitere Trickserei der „schwedischen Jungfrau“. Dann kehrt Siri heim nach Schweden, und der verliebte, professorale Gockel reist ihr augenblicklich hinterher. Dort kommt es schließlich zum Happy End.

## Produktion
Gedreht wurde überwiegend in München. Die Dreharbeiten begannen am 27. August 1963, mussten aber bereits im darauf folgenden Monat wieder abgebrochen werden. Erst am 31. Oktober 1964 wurden sie erneut aufgenommen und am 24. November 1964 endgültig abgeschlossen. Die Uraufführung fand am 4. Juni 1965 in Deutschland statt.
Als Grund für den unvermittelteten Abbruch der Dreharbeiten im September 1963 wird in der in Kay Wenigers Das große Personenlexikon des Films abgedruckten Biografie Letitia Romans eine schwere Erkrankung der Hauptdarstellerin angegeben: „Mit Verdacht auf eine Leberinfektion und Gelbsucht wurde sie im Herbst 1963 inmitten der Dreharbeiten zu „Die schwedische Jungfrau“ in ein Krankenhaus eingeliefert und konnte erst im Jahr darauf die Dreharbeiten fortsetzen.“
Der inhaltlich recht banale und wenig aufwändig gestaltete Film weist jedoch eine bemerkenswerte Ansammlung an bekannten und zu dieser Zeit sehr populären Schauspielern auf. Ebenfalls ungewöhnlich ist die Tatsache, dass der Architekt und Filmarchitekt der 50er Jahre, Arne Flekstad, ein gebürtiger Norweger, mit der Nebenrolle eines Schweden bedacht wurde. Dies geschah wohl aufgrund seines für diesen Part benötigten, skandinavischen Akzents.
Max Mellin und Walter Haag entwarfen die Filmbauten, Ina Stein die Kostüme. Hans Terofal, der jüngere Bruder des Produzenten Seitz, übernahm die Produktionsleitung.

## Kritik
- Das Lexikon des Internationalen Films urteilte: „Deutsche Lustspielunterhaltung, oft am Rande der Peinlichkeit.“[2]

- Der Evangelische Film-Beobachter zog folgendes Fazit: „Ein harmloses deutsches Lustspielfilmchen ohne die in der Werbung so betonte Freizügigkeit, mit klischeehaften Übertreibungen. Ohne Empfehlung.“[3]